# Libéraux Démocrates
Libéraux Démocrates is een Waalse politieke partij, opgericht begin 2019 door Alain Destexhe. De partij heette bij oprichting Listes Destexhe. 
Destexhe was politicus voor de Mouvement Réformateur (MR), maar brak in februari 2019 met deze partij uit onvrede met de in zijn ogen te linkse koers. Bij de stemming voor het zogenaamde VN-Migratiepact was Destexhe de enige Franstalige tegenstemmer; dit was voor hem het moment om te breken met MR en als zelfstandige partij verder te gaan. Destexhe wilde de Franstalige kiezer een rechts alternatief bieden.
Bij de verkiezingen op 26 mei 2019 behaalde de partij echter geen enkele zetel. Kort daarna droeg Destexhe de leiding van de partij over aan Claude Moniquet. In juni werd besloten de naam van de partij te wijzigen van Listes Destexhe in Libéraux Démocrates.